# Alain Lebas
Alain Lebas (n. 10 noiembrie 1953, Nevers, Bourgogne, Franța) este un caiacist ce a reprezentat Franța, medaliat olimpic. A participat la 2 ediții ale Jocurilor Olimpice (1976, 1980) în care a câștigat o medalie de argint.